# Primor
A primor (jelentése: első) a székelyek késő középkorban kialakuló főnemesi osztályának neve. A primori rend (vagy főrend, úrirend) a székelység legmagasabb rangú rendje volt. Előfordulnak még a főnemes, főúr vagy főszékely megnevezések is.

## Története
A szabad székelyeknek az Árpád-korban két osztálya volt: a lófők és a gyalogok, mint a nevük mutatja, a hadra fogható ló léte volt a választóvonal. A Magyar Királyság határainak védelmére szükség volt a könnyű fegyverzetű lovasságra és gyalogságra. A később Erdélyben letelepített székelység a keletről támadók, főleg a kunok, hasonló harcmodorát alkalmazták. Az Árpád-házi királyok alatt azonban fokozatosan kialakult a magyar főnemesi rendnek megfelelő székely primorok osztálya. 1409-ben említik ezt az új nemességet először. Mátyás alatt törvényesen is elismerték és rendszeresítették a primor rendet. A korábban választott tisztségviselőkből születési arisztokrácia lett. Főember, primor az volt, akinek legkevesebb három jobbágytelke volt. (15. század). Később, a Habsburg-Lotharingiai uralkodók ismét elismerték a primor rendet, és megerősítették a primorok állását, címeit.

A primorok állása a késő középkortól a magyarországi bárókhoz hasonló volt. Ahogy 1552-ben írták Bornemisza Pál veszprémi püspök és Werner György királyi tanácsos egy I. Ferdinánd királyhoz intézett írásukban: 
„A székelyek általában mindannyian nemesek és mindenféle adó alól mentesek, mégis három rendbe tartoznak; közülük az előkelők, akiket nemeseknek mondanak, mintegy a bárók vagy patríciusok helyével bírnak. Mások azok, akiket saját nyelvükön lófő székelyeknek neveznek, ezeket latinul primipilusoknak mondják, akik mintegy lovagrendüek. A többiek a közrendűek mégis mindannyian, amint mondtuk, nemesek."